# مباراة السلم

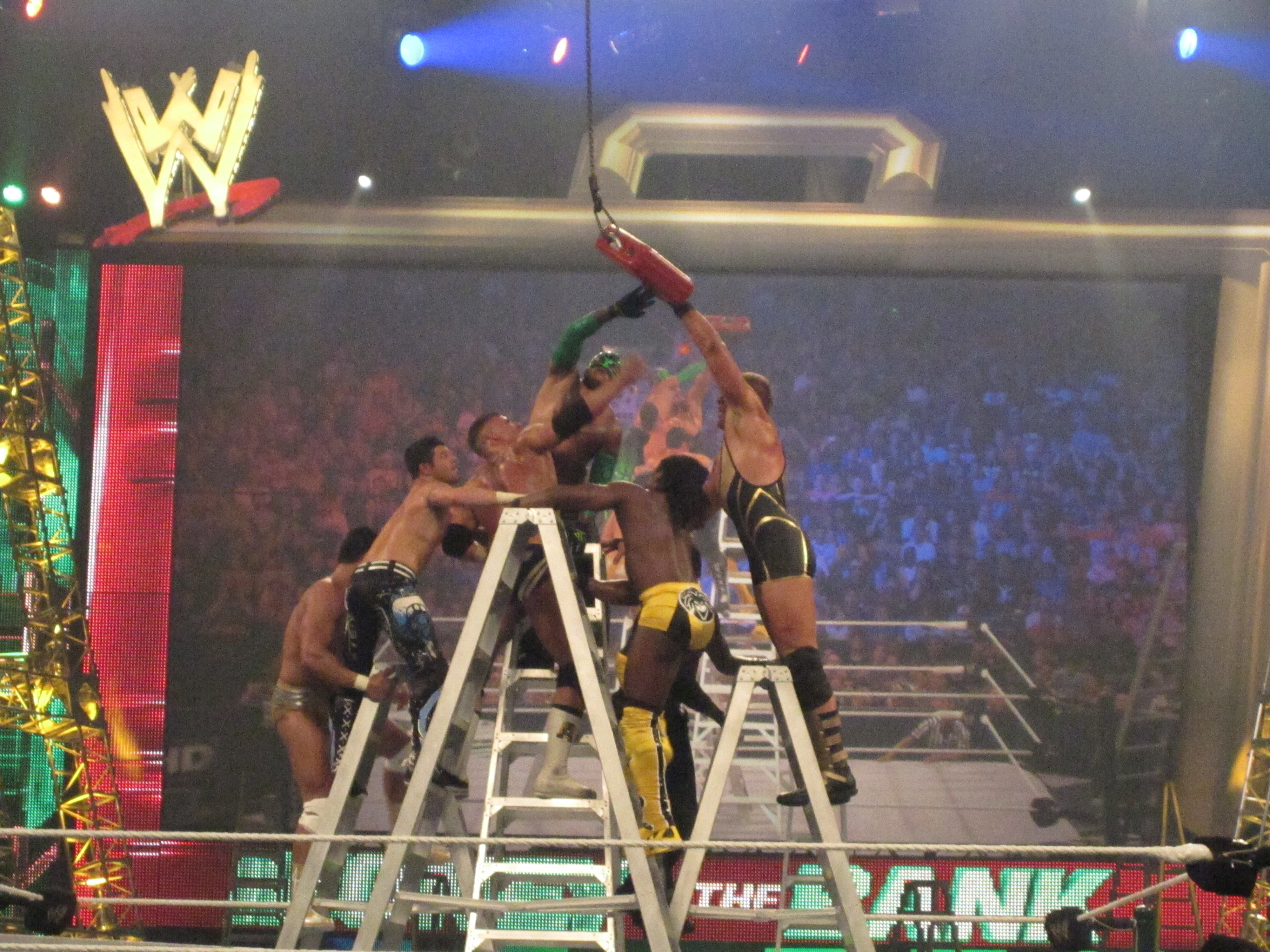
مباراة ماني إن ذا بانك لعرض راو في مهرجان ماني إن ذا بانك (2011).

مباراة السلم نوع من أنواع مبارايات المصارعة الحرة، يتم وضع (غالبًا) حزام أعلى الحلبة والفائز من يحصل عليه.